# The Odd Gentlemen
The Odd Gentlemen es una desarrolladora de videojuegos fundada por Matt Korba y Paul Bellezza en 2008.

## Historia
Su primer videojuego es The Misadventures of PB Winterbottom, que originalmente fue la tesis de grado de Matt Korba en la Universidad del Sur de California.
El 12 de agosto de 2014, Activision anunció que The Odd Gentleman haría un juego de aventuras King's Quest como parte de su reactivación junto con Sierra. El juego se desarrolló como un lanzamiento episódico que consta de cinco capítulos y un epílogo jugable adicional. El primer capítulo, «Un caballero para recordar», fue lanzado el 28 de julio de 2015. El quinto capítulo fue lanzado el 26 de octubre de 2016. Para finales de 2016 se lanzó una edición completa con un epílogo.